# Kunigunde de Austria
Kunigunde de Austria (germană Kunigunde von Österreich; n. 16 martie 1465, Wiener Neustadt – d. 6 august 1520, München), membră a Casei de Habsburg, a fost arhiducesă a Austriei și ducesă de Bavaria-München prin căsătoria cu ducele Albert al IV-lea. 

## Biografie

### Primii ani
Kunigunde a fost cel de-al patrulea dintre cei cinci copii ai împăratului Frederic al III-lea și ai soției acestuia, Eleonora a Portugaliei , fiica regelui Eduard al Portugaliei. Doar ea și fratele ei mai mare, Maximilian, au atins vârsta maturității.
Kunigunde a crescut într-o atmosferă informală și deschisă, fără eticheta rigidă de la curte. Spre deosebire de educația tradițională rezervată fetelor din familiile nobile, ea a învățat nu numai să citească, să scrie și să brodeze, dar a primit și instruire în călărie și vânătoare, astronomie și matematică.
Ca multe fiice din famiile regale, încă de la o vârstă fragedă Kunigunde a fost implicată în intrigile politice ale vremii. În 1470 regele Matia Corvin al Ungariei i-a cerut mâna, însă Frederic al III-lea l-a refuzat. La vârsta de 15 ani, în 1480, Kunigunde și-a făcut prezentarea oficială la Viena în timpul vizitei ducelui Bavariei, supranumit „cel Bogat”, la curtea împăratului Frederic al III-lea.
După terminarea festivităților ea a fost trimisă la Ulrich al III-lea de Graben la Graz pentru siguranța ei. După ce s-a descoperit un complot împotriva împăratului, el și-a mutat reședința la Linz, iar Kunigunde a fost trimisă la Innsbruck cu vărul tatălui ei, Sigismund.

### Căsătorie și descendenți
Kunigunde s-a căsătorit în 1487 cu Albert al IV-lea, ducele Bavariei, împotriva voinței tatălui ei. Ea a fost regentă pentru fiul ei Wilhelm al IV-lea. În ciuda izolării sale de viața de la curte, ea a încercat să influențeze politica de stat acționând în interesul fiilor ei mai mici. A avut o relație apropiată cu fratele ei, împăratul Maximilian I, și cu alți cârmuitori, rude ale sale din Europa.
Din căsătoria Kunigundei cu Albert al IV-lea au rezultat opt copii:
- Sidonie (1 mai 1488 – 27 martie 1505), logodită cu Ludovic al V-lea, principe elector al Palatinului, dar a murit înainte ca nunta să aibă loc;
- Sibylle (16 iunie 1489 – 18 aprilie 1519), căsătorită în 1511 cu Ludovic al V-lea al Palatinatului;
- Sabina (24 aprilie 1492 – 30 aprilie 1564), căsătorită în 1511 cu ducele Ulrich I de Württemberg;
- Wilhelm (13 noiembrie 1493 – 7 martie 1550), duce al Bavariei ca Wilhelm al IV-lea;
- Ludovic  (18 septembrie 1495 – 22 aprilie 1545), duce al Bavariei ca Ludovic al X-lea;
- Susanna (1499–1500);
- Ernest (13 iunie 1500 – 1560), arhiepiscop de Salzburg (1540 – 1554) și Eichstädt;
- Susanna (2 aprilie 1502 – 23 aprilie 1543), căsătorită în 1518 cu margraful Cazimir de Brandenburg și în 1529 cu Otto Henric, principe elector al Palatinatului.